# San Antonio Buenavista, Puebla
San Antonio Buenavista är en ort i Mexiko.   Den ligger i kommunen Zoquiapan och delstaten Puebla, i den sydöstra delen av landet, 170 km öster om huvudstaden Mexico City. San Antonio Buenavista ligger 1 225 meter över havet och antalet invånare är 198.
Terrängen runt San Antonio Buenavista är huvudsakligen kuperad, men den allra närmaste omgivningen är bergig. Terrängen runt San Antonio Buenavista sluttar norrut. Runt San Antonio Buenavista är det ganska glesbefolkat, med 43 invånare per kvadratkilometer. Närmaste större samhälle är Olintla, 14,9 km nordväst om San Antonio Buenavista. I omgivningarna runt San Antonio Buenavista växer huvudsakligen savannskog.